# Colonia San Pedro, Guerrero
Colonia San Pedro är en ort i Mexiko.   Den ligger i kommunen Olinalá och delstaten Guerrero, i den sydöstra delen av landet, 180 km söder om huvudstaden Mexico City. Colonia San Pedro ligger 1 447 meter över havet och antalet invånare är 135.
Terrängen runt Colonia San Pedro är kuperad. Runt Colonia San Pedro är det ganska glesbefolkat, med 28 invånare per kvadratkilometer. Närmaste större samhälle är Huamuxtitlán, 14,9 km sydost om Colonia San Pedro. I omgivningarna runt Colonia San Pedro växer huvudsakligen savannskog.